# Kurt Niedermayer
Pour les articles homonymes, voir Niedermayer.
Kurt Niedermayer est un footballeur allemand né le 25 novembre 1955 à Reilingen.

## Carrière
- 1975-1977 : Karlsruher SC  Allemagne
- 1977-1982 : Bayern Munich  Allemagne
- 1982-1985 : VfB Stuttgart  Allemagne